# Двійники (оповідання)
«Двійники» — науково-фантастичне оповідання українського письменника Володимира Владка. Вперше було надруковано 1963 року в журналі «Знання та праця». Того ж року твір був передрукований у збірці «З далеких планет. Науково-фантастичні оповідання» («Дитвидав», Київ).

## Сюжет
Міжпланетний корабель сів на планеті Земля серед густого лісу. Керівник експедиції Великих Молюсків направив в околиці загін розвідників. Першого разу до них потрапили пес і сова, а другого — двоє студентів-геологів Петро Селін і Степан Лозніков. П'ятнадцять молюсків набули цілковитої схожості з Степаном і наступного ранку попарно вийшли до найближчого села. З одягу в них були лише однакові купальні труси.
Перші двоє інопланетян мовчки пройшли повз керівника загону геологів і ніяк не відреагували на його запитання. Захар Іванович звернувся за допомогою до місцевих колгоспників, які переловили незнайомців рибальською сіткою. Потім селяни та геологи пішли до лісу, і молюски були змушені відлетіти з Землі.